# Oxymitra
Oxymitra je maleni rod jetrenjarnica iz reda Marchantiales smješten u vlastitu porodicu Oxymitraceae. Postoje dvije vrste, jedna s juga Afrike (O. cristata), i druga (O. incrassata) u Europi i Americi.

## Vrste
1. Oxymitra cristata (Garside) Garside
2. Oxymitra incrassata (Brot.) Sérgio et Sim-Sim